# NGC 704/1
NGC 704/1 је спирална галаксија у сазвежђу Андромеда која се налази на NGC листи објеката дубоког неба.
Деклинација објекта је + 36° 7' 37" а ректасцензија 1h 52m 37,7s. Привидна величина (магнитуда) објекта NGC 704 износи 13,0 а фотографска магнитуда 13,9. NGC 7041 је још познат и под ознакама UGC 1343, MCG 6-5-28, CGCG 522-34, 5ZW 134, PGC 6953.